# Peloton (routier)

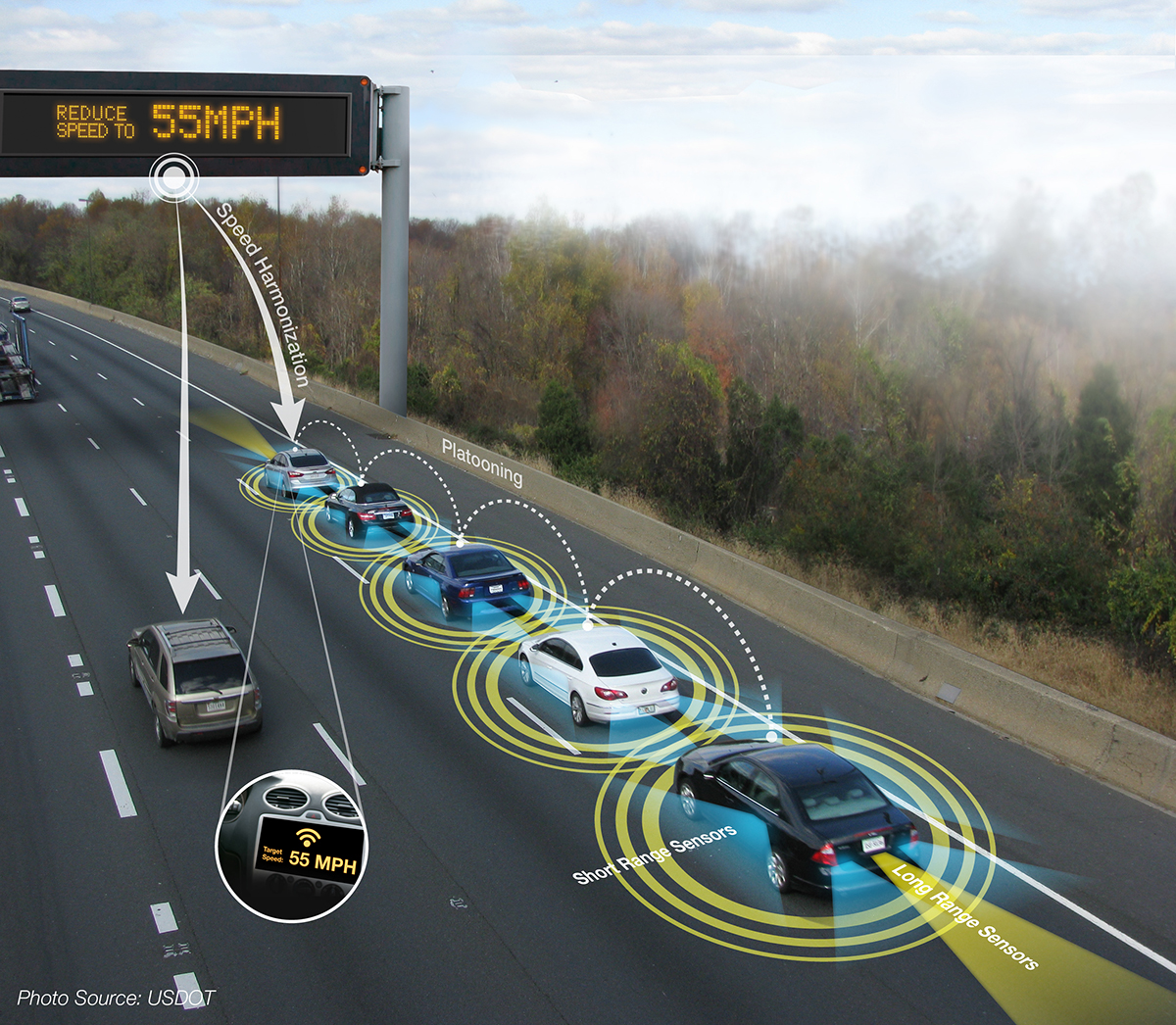
Illustration graphique d'une peloton adaptatif et connecté.

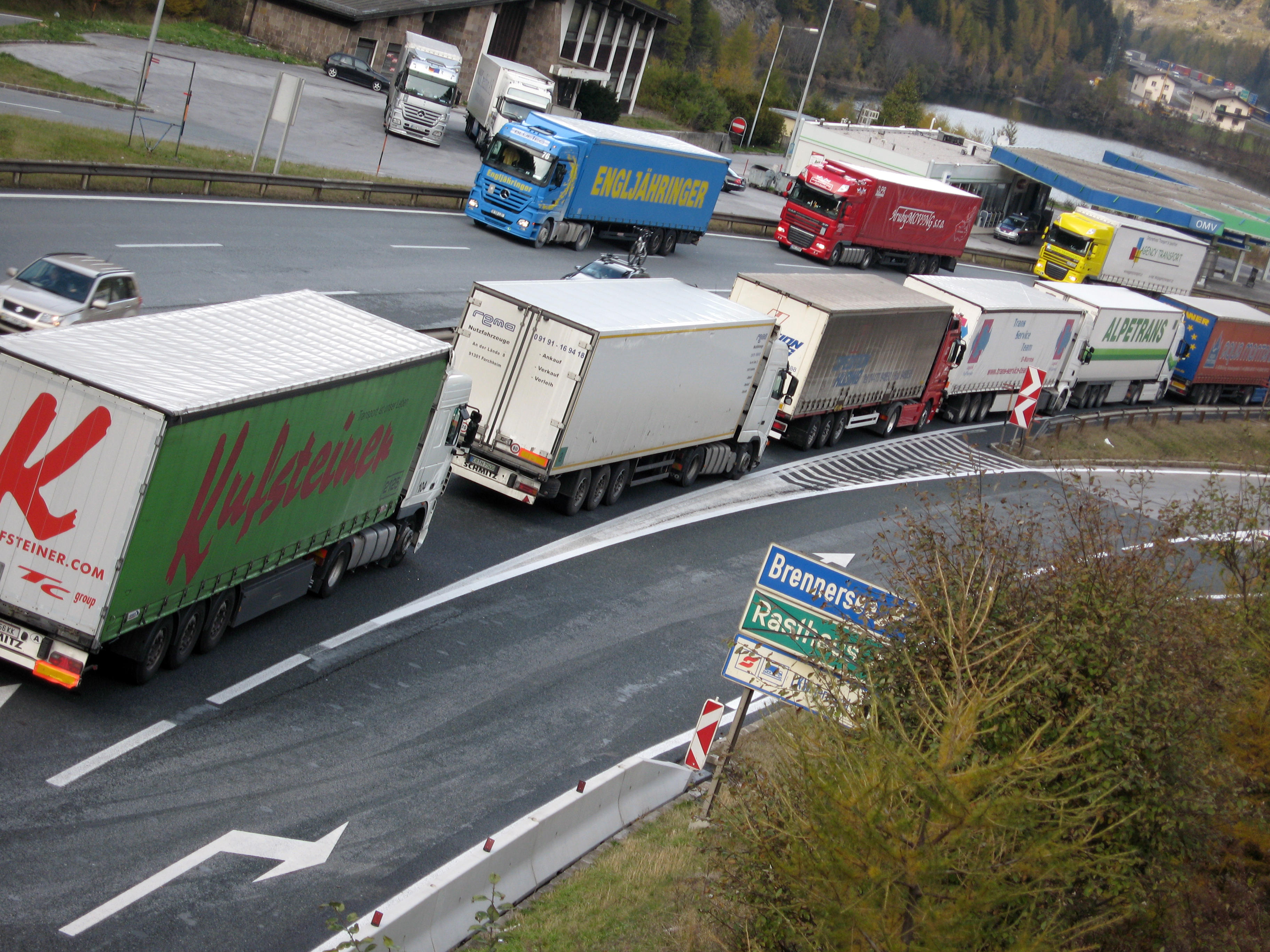
Convoi de poids lourds.

Le groupement de véhicules par pelotons (en anglais : platooning), ou convoi routier,, est une manière d'accroître la capacité des routes. Un système autoroutier automatisé est la technique pour permettre ces groupements.
Dans le domaine militaire, cela se nomme le « platooning ».
Dans la législation de l'Union européenne, cela se nomme circulation de véhicules en peloton.
Les pelotons raccourcissent les distances entre les voitures grâce à la communication électronique. Cette capacité permettrait à de nombreuses voitures d'accélérer ou freiner à l'unisson. Au lieu d'attendre que les conducteurs en tête d'une file d'attente réagissent lors d'un feu vert, un peloton électroniquement enchaîné avancerait comme un seul bloc. La réduction des temps de réaction permet également de rapprocher les véhicules, ainsi multipliant le débit par cinq.
L'accès aux pelotons serait réservé aux voitures à venir dotées des techniques nécessaires ou aux voitures réaménagées. Les conducteurs devraient poursuivre des cours de conduite spécialisés pour répondre aux compétences et responsabilités nécessaires.
Des voitures futées pourraient joindre et quitter ces pelotons, s'organisant d'eux-mêmes en pelotons de huit à vingt-cinq voitures.

## Histoire
- 1997 : États-Unis, projet du National Automated Highway System Consortium (NAHSC) testé à San Diego County, en Californie.
- 2009 : Union européenne, projet SARTRE (Safe Road Trains for the Environment).
- 2011 : démonstration de SARTRE en Suède.
- 2012 : démonstration de SARTRE à Barcelone.
- 2016 : Pays-Bas, European Truck Platooning Challenge.

## Avantages et inconvénients

### Avantages
- Le deuxième poids lourd peut être informé plus tôt par le premier du besoin de freiner, réduisant ainsi les risques de collision[6].
- Sa forme plus lisse offre une meilleure économie de carburant grâce à une résistance de l'air réduite[7].
- L'enchaînement de véhicules désencombre la surface routière et réduit les embouteillages.
- Le flot de véhicules reste fluide même aux heures de pointe.
- Le guidage électronique diminue la chance de collisions.

### Inconvénients
- Coûts liés à l’installation et au fonctionnement du système plus élevés que pour une simple route.
- Les conducteurs se sentiraient moins maîtres de leur véhicule, s'en remettant à un logiciel ou au conducteur en tête.

## Expérimentations
Afin de servir de référence et de modèle à la conduite automatique de demain, des expérimentations sont réalisées d'abord avec des conducteurs.
Ceci a pour but de réduire la dépendance à la main-d’œuvre rare et trop couteuse du point de vue des employeurs.
Depuis 2018, deux tronçons d'autoroutes japonaises connaissent des expérimentations, avec des distances inter véhicules réduites à trente-cinq mètres et communiquent par Wi-Fi dans le cadre de l'expérimentation Avenir 2017.
En Europe, le platooning dit être expérimenté transfrontièrement dès 2021 dans le cadre du projet ENSEMBLE (ENSEMBLE est l’abréviation de Enabling SafE Multi-Brand pLatooning for Europe). Le but de ces expérimentations devrait être d’évaluer l’impact du platooning sur les infrastructures, la sécurité routière et la circulation.
Le platooning est également expérimenté dans le tunnel du Mont Blanc pour améliorer la sécurité routière dans les tunnels.

## Système autoroutier automatisé
Un système autoroutier automatisé (ou route futée) est un système de transport intelligent conçu pour accommoder les voitures sans conducteurs sur des pistes dédiées. Ces nouvelles routes sont saluées comme des moyens d'éviter les embouteillages, puisqu'elles permettent de rapprocher les véhicules.

## Réglementation
En Belgique, la distance de sécurité est de cinquante mètres au minimum.
Aux États-Unis, 16 États l'ont autorisé.